# 豹鋸魴鮄
豹鋸魴鮄（学名：Prionotus scitulus）為輻鰭魚綱鮋形目牛尾魚亞目角魚科的其中一種，分布於西大西洋區，從美國維吉尼亞州至佛羅里達州及墨西哥灣海域，棲息深度可達45公尺，體長可達25公分，為底棲性魚類，屬肉食性。
其种加词“scitulus”意为“美丽的”。